# Ptocheuusa albiramis
Ptocheuusa albiramis är en fjärilsart som beskrevs av Edward Meyrick 1923. Ptocheuusa albiramis ingår i släktet Ptocheuusa och familjen stävmalar. Inga underarter finns listade i Catalogue of Life.